# 沃倫鎮區 (印地安納州亨廷頓縣)
沃倫鎮區（英語：Warren Township）是位於美國印地安納州亨廷頓縣的一個行政鎮區。

## 地方資料
根據2010年美國人口普查的數據，沃倫鎮區的面積為63.20平方千米，當中陸地面積為63.00平方千米，而水域面積為0.20平方千米。當地共有人口672人，而人口密度為每平方千米10.63人。